# Irvin Berlin
Irving Berlin (tên lúc sinh Israel Isidore Baline;, ngày 11 tháng 5 năm 1888 - ngày 22 tháng 9 năm 1989) là một nhà soạn nhạc và nhà thơ nổi tiếng người Mỹ, được xem là một trong những nhà soạn nhạc vĩ đại nhất trong lịch sử nước Mỹ. Âm nhạc của ông tạo thành một phần lớn trong Sổ tay Người Mỹ vĩ đại. Sinh ra ở Đế chế Nga, Berlin đã đến Mỹ vào năm tuổi. Anh xuất bản bài hát đầu tiên của mình, "Marie from Sunny Italy", năm 1907, nhận 33 cent cho quyền xuất bản, và đã có hit quốc tế đầu tiên của mình, "Alexander's Ragtime Band" năm 1911. Ông cũng là chủ nhân của Nhà hát Music Box ở Broadway.
"Ragtime Band của Alexander" đã gây ra một cơn sốt nhảy múa quốc tế ở những nơi xa xôi như là nước Nga gốc Béclin, và "đã lao vào vòng đua với sự rạn nứt từ tình trạng rạn nứt." Trong nhiều năm, ông nổi tiếng vì đã sáng tác nhạc và lời bài hát bằng tiếng mẹ đẻ của Mỹ: không biến chứng, đơn giản và trực tiếp, với mục đích của ông là "đạt được trái tim của người Mỹ bình thường", người mà ông coi như "linh hồn thực sự của đất nước. Walter Cronkite, trong bài ca mừng sinh nhật lần thứ 100 của Berlin, nói "đã giúp viết ra câu chuyện về đất nước này, ghi lại những gì tốt nhất của chúng ta và những ước mơ của cuộc đời chúng ta." 
Ông đã viết hàng trăm bài hát, nhiều lần trở thành hit lớn, làm cho anh trở thành "huyền thoại" trước khi anh chuyển sang ba tuổi. Trong sự nghiệp 60 năm của mình, ông đã viết 1,500 bài hát, bao gồm cả điểm cho 19 chương trình Broadway và 18 phim Hollywood, với các bài hát của ông được đề cử tám lần cho giải Oscar. Nhiều bài hát đã trở thành chủ đề phổ biến và các bài hát, bao gồm "Easter Parade", "White Christmas", "Happy Holiday", "This Is the Army, Mr. Jones", và "There's No Business Like Show Business". Vở nhạc kịch Broadway của ông và bộ phim năm 1942, This is the Army, với Ronald Reagan, có Kate Smith hát "God Bless America" của Berlin được biểu diễn lần đầu năm 1938..
Các bài hát của Berlin đã lên đến đỉnh cao của bảng xếp hạng 25 lần và đã được ghi lại nhiều lần bởi nhiều ca sĩ như Eddie Fisher, Al Jolson, Fred Astaire, Ethel Merman, Louis Armstrong, Frank Sinatra, Dean Martin, Deana Martin, Ethel Waters, Elvis Presley, Judy Garland, Barbra Streisand, Linda Ronstadt, Rosemary Clooney, Cher, Diana Ross, Bing Crosby, Rita Reys, Frankie Laine, Johnnie Ray, Billy Eckstine, Sarah Vaughan, Nat King Cole, Billie Holiday, Doris Day, Jerry Garcia, Willie Nelson, Bob Dylan và Ella Fitzgerald. Nhà soạn nhạc Douglas Moore đặt Berlin ngoài tất cả các nhà soạn nhạc đương đại khác, và thay vào đó ông là Stephen Foster, Walt Whitman, và Carl Sandburg, như một "nhạc trưởng người Mỹ vĩ đại" - một người đã "đánh bắt và biến thành trong các bài hát của mình những gì chúng ta nói, Chúng tôi nghĩ đến, và những gì chúng tôi tin tưởng. "Nhà soạn nhạc George Gershwin gọi ông là" nhà soạn nhạc vĩ đại nhất từng tồn tại "[117]: 117 và nhà soạn nhạc Jerome Kern kết luận rằng" Irving Berlin không có chỗ trong âm nhạc Mỹ - ông Là âm nhạc Mỹ ".:117

## Tiểu sử
Berlin sinh ngày 11 tháng 5 năm 1888, ở Tolochin, Đế quốc Nga. Ông là một trong tám người con của Môise (1848-1901) và Lena Lipkin Beilin (1850-1922).  Cha ông, cantor trong một nhà thờ [synagogue], bị trật tự Gia đình đến Mỹ, cũng như nhiều gia đình Do Thái khác vào cuối thế kỷ 19. Năm 1893 họ định cư tại thành phố New York. Theo cuộc điều tra dân số năm 1900, cái tên "Beilin" đã đổi thành "Baline". Theo người viết tiểu sử ông, Laurence Bergreen, khi một người lớn ở Berlin thừa nhận không có ký ức nào về năm năm đầu tiên của ông ở Nga, ngoại trừ một người: "ông nằm trên một cái chăn ở bên đường, nhìn ngôi nhà của ông bị cháy Mặt đất, dưới ánh sáng ban ngày ngôi nhà ở trong tro tàn. ":10 As an adult, Berlin said he was unaware of being raised in abject poverty since he knew no other life.:19
Sa hoàng [Alexander III của Nga] và sau đó là Tsar [Nicholas II của Nga | Nicholas II], con trai của ông, đã hồi sinh với sự tàn bạo tàn bạo nhất của cuộc diệt chủng Do thái [Do Thái], tạo ra cuộc di dân tập thể tự phát Mỹ. Các cuộc tàn sát vẫn tiếp tục cho đến năm 1906, với hàng ngàn gia đình Do Thái khác cũng cần phải trốn thoát, bao gồm cả George Gershwin George và Ira Gershwin, [Al Jolson], Sophie Tucker, L. Wolfe Gilbert, [Jack Yellen], Louis B. Mayer (của MGM), và Warner brothers.:14 Khi họ đến đảo Ellis, Israel đã được đặt trong một cây bút với anh trai và năm chị em của mình cho đến khi các quan chức di trú tuyên bố họ phù hợp để được phép vào thành phố.
Gia đình nói tiếng Yiddish cuối cùng đã định cư trên phố Cherry, một tầng hầm nước lạnh không cửa sổ nằm trong Quận Theater của Lower East Side  Cha của ông, không thể tìm được công việc tương đương như một người phát ngôn ở New York, đã làm việc tại một thị trường thịt [kosher] và đưa ra các bài học tiếng Hebrew ở bên cạnh, để hỗ trợ gia đình ông. Ông đã chết một vài năm sau đó khi Irving được mười ba tuổi 
Bây giờ, chỉ với vài năm đi học, Irving 8 tuổi thấy cần thiết phải lên đường để giúp đỡ gia đình của mình
Ông Alexander Woollcott, nhà văn và người bạn của Berlin, cho biết ông đã trở thành một cậu bé báo chí, đứng đằng sau tờ 'The Evening Journal.' Vào ngày đầu tiên của công việc, ông dừng lại để nhìn vào một con tàu khởi hành từ Trung Quốc và trở nên như vậy Mê hoặc rằng ông không nhìn thấy một cần cẩu giật, làm ông ngã xuống sông. Khi ông được đánh bắt sau khi đi xuống lần thứ ba, ông vẫn giữ trong nắm đấm của mình năm đồng xu ông kiếm được ngày hôm đó

Mẹ của anh ta đã làm việc với tư cách là một bà mụ và ba chị em của anh ấy đã làm xì gà, phổ biến cho các cô gái nhập cư. Anh trai của anh ta làm việc trong một chiếc áo len lắp ráp. Mỗi buổi tối, khi gia đình trở về nhà kể từ ngày làm việc của họ, Bergreen viết, "họ sẽ gửi các đồng tiền mà họ đã kiếm được trong ngày hôm đó vào trong tạp dề ngoài của Lena :11
Nhà sử học âm nhạc [Philip Furia] viết rằng khi cô bé tám tuổi "Izzy" rời trường học để bán báo ở Bowery, anh đã tiếp xúc với âm nhạc và âm thanh đến từ các quán rượu và nhà hàng nằm dọc theo những con đường đông đúc. Young Berlin đã hát một số bài hát mà anh nghe trong khi đang bán giấy tờ, và mọi người sẽ ném anh ta vài đồng tiền. Anh ấy đã thú nhận với mẹ mình một buổi tối rằng ước muốn mới nhất của anh trong cuộc đời là trở thành một bồi bàn trong một salon.:48
Tuy nhiên, trước khi Berlin 14 tuổi, thu nhập ít ỏi của anh ta vẫn tăng thêm ít hơn số chị em của anh ta vào ngân sách của gia đình, khiến anh ta cảm thấy vô ích. Sau đó anh ta quyết định rời khỏi nhà và gia nhập đội quân còn sót lại của thành phố những người nhập cư. Ông sống trong [Bowery], trú tại một trong những căn nhà trú ẩn che chở hàng ngàn trẻ em vô gia cư khác ở Lower East Side . Bergreen mô tả chúng như là không gian sống không vui vẻ, "[Dickensian] trong sự thô bạo, bẩn thỉu, và không nhạy cảm với con người bình thường của họ.":15